# Cuisine sichuanaise

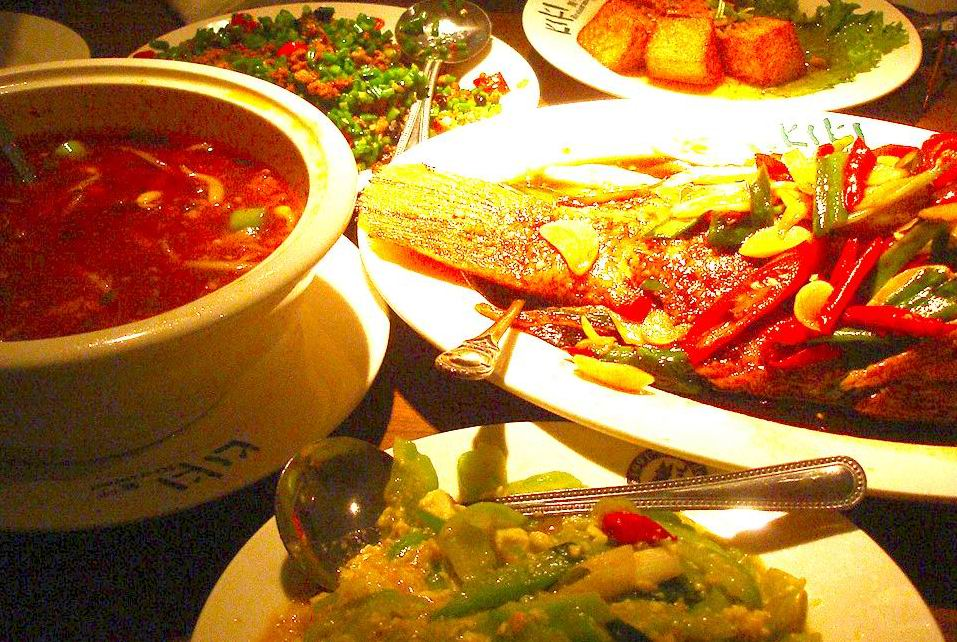
Cuisine sichuanaise.

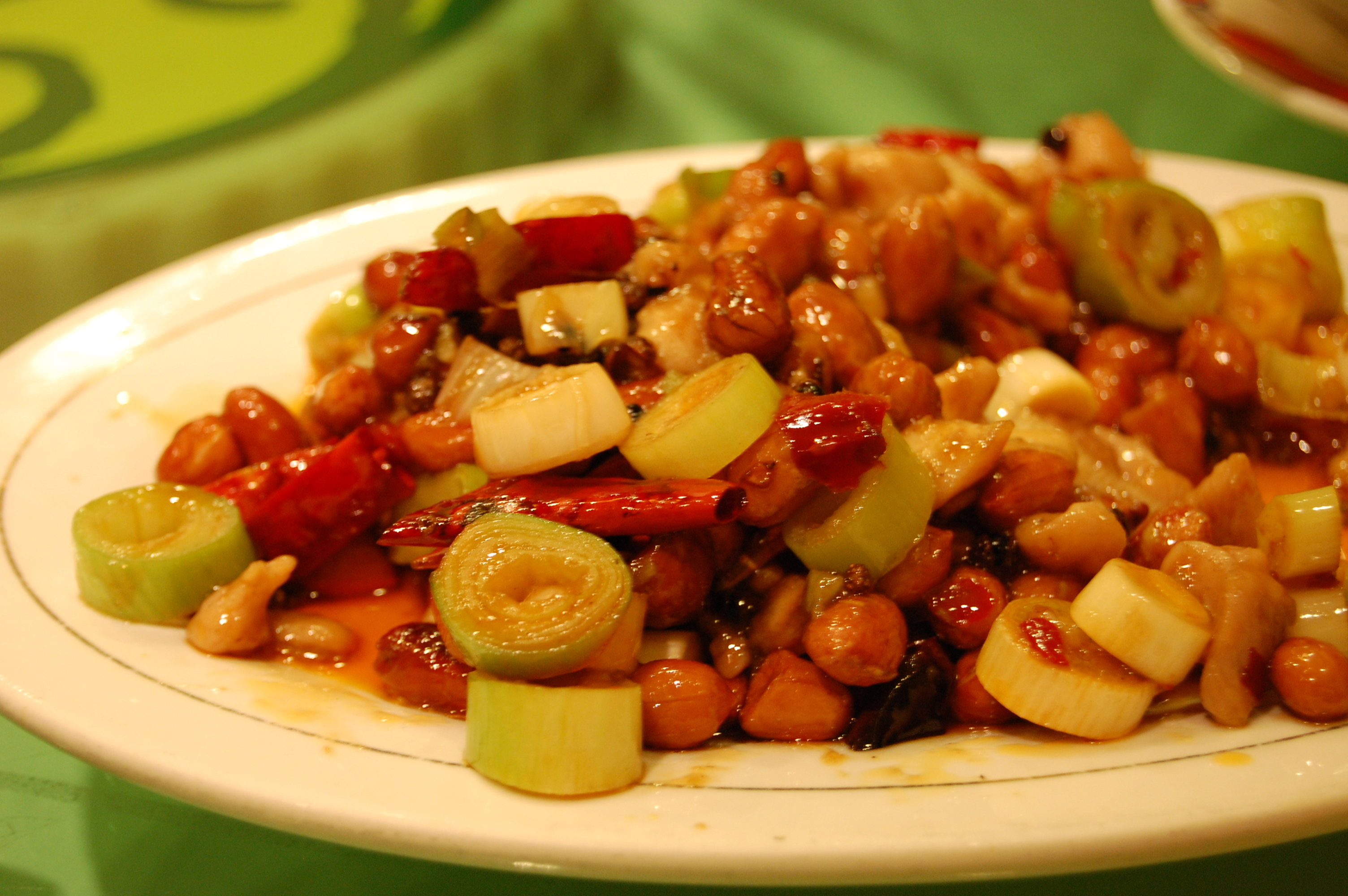
Poulet impérial.

La cuisine du Sichuan (四川菜, Sìchuān cài) ou plus formellement, Chuan cai (川菜, chuān cài), réputée pour son goût relevé et épicé, est une des huit grandes cuisines régionales de Chine, groupées parfois en quatre grandes familles. Elle est souvent comparée à la cuisine du Hunan ou la cuisine du Hubei, en raison des proximités culinaires, linguistiques et culturelles de ces trois provinces.
La province de Sichuan est située dans le sud-ouest de la Chine, loin de la mer. Bien que le nom de la région soit maintenant romanisé en Sichuan, le nom de cette cuisine est parfois écrit Szechuan ou Szechwan. Traduit, Sichuan signifie les « Quatre Rivières ». Quatre styles de cuisine se distinguent par leur localisation : Chengdu, Chongqing, la grande rivière Yangtsé et la rivière Jialing.
Le poivre du Sichuan (花椒, huājiāo) est une plante indigène dont le péricarpe des fruits est à l'origine d'une saveur épicée, engourdissante et presque citronnée. Il est omniprésent dans la cuisine, mais ce sont des piments rouges importés d'Amérique, après la colonisation européenne, qui ont donné à cette cuisine son emphase épicée actuelle, parfois insupportable pour les Chinois d'autres provinces ; des plats non épicés existent aussi.
Cette consommation importante de piments est due au fait qu'ils permettent de supporter le climat chaud et humide de la région.
La cuisine sichuanaise privilégie les fritures, la cuisson à la vapeur et à l’étouffée (une liste complète aurait plus de 20 techniques distinctes), ainsi que les légumes conservés par le saumurage, la salaison, la dessiccation, ou le fumage. Les piments, le gingembre et des herbes parfumées sont utilisés. La pâte aux haricots de soja fermentés et aux piments rouges écrasés (豆瓣酱, dòu bàn jiàng) est également un aliment de base dans la cuisine du Sichuan.
La viande de bœuf est plus répandue que partout ailleurs, et souvent cuite jusqu'à ce qu'elle devienne d'une grande tendreté. Parfois, le bœuf est saupoudré de farine de riz avant la cuisson à la vapeur pour produire une sauce très riche.

## Plats
Parmi les plats reconnus de la cuisine du Sichuan se trouve le poulet Kung Pao et le porc cuit en deux temps. Bien que beaucoup des plats fassent honneur à leur réputation épicée, on ignore souvent un nombre important de recettes contenant peu ou pas d’épices fortes, parmi lesquelles le canard fumé au thé. Voici une liste de plats représentatifs de cette région :
- Poulet de Chengdu (成都鸡, chéngdū jī) : cubes de blanc de poulet sautés avec de la pâte aux haricots de soja fermentés et aux piments rouge écrasés ;
- Poulet à l'écorce de mandarine (陈皮鸡, chénpí jī) ;
- Poulet impérial (宮保雞丁, gōng bǎo jī dīng) : petits dés de blanc de poulet sautés avec des piments secs et des cacahuètes ;
- Canard fumé au thé (樟茶鴨, zhāng chá yā) ;
- Porc cuit en deux temps (回鍋肉, huí guō ròu) ;
- Viande au parfum de poisson (鱼香肉丝, yú xiāng ròusī) ;
- Mapo doufu, éventuellement appelé « tofu sauce épicée », (麻婆豆腐, màpó dòufǔ) : tofu et porc haché cuits dans une sauce épicée ;
- Fondue sichuannaise (四川火锅, sìchuān huǒguō) : bouillon de piment et poivre du Sichuan dans lequel on trempe des aliments que l'on cuit et mange au fur et à mesure, à la façon d'une fondue, cette variante de la fondue chinoise est originaire de Chongqing ;
- Ragoût d’abats (夫妻肺片, fūqī fèi piàn) ;
- Poisson cuit au court-bouillon et à la sauce piquante (水煮鱼, shuǐzhǔ yù) ;
- Marmite de poisson épicée du Sichuan (四川水煮鱼, sìchuān shuǐzhǔ yú) ;
- Soupe suanla (chinois : 酸辣汤 ; pinyin : suānlà tāng ; litt. « Soupe aigre et pimentée »), souvent appelé potage pékinois dans ce que l'on appelle les restaurants asiatiques (mélangeant les cuisines de différents pays d'Asie) ;
- Fourmis grimpant à un arbre (chinois : 蚂蚁上树 ; pinyin : Mǎyǐ shàng shù).

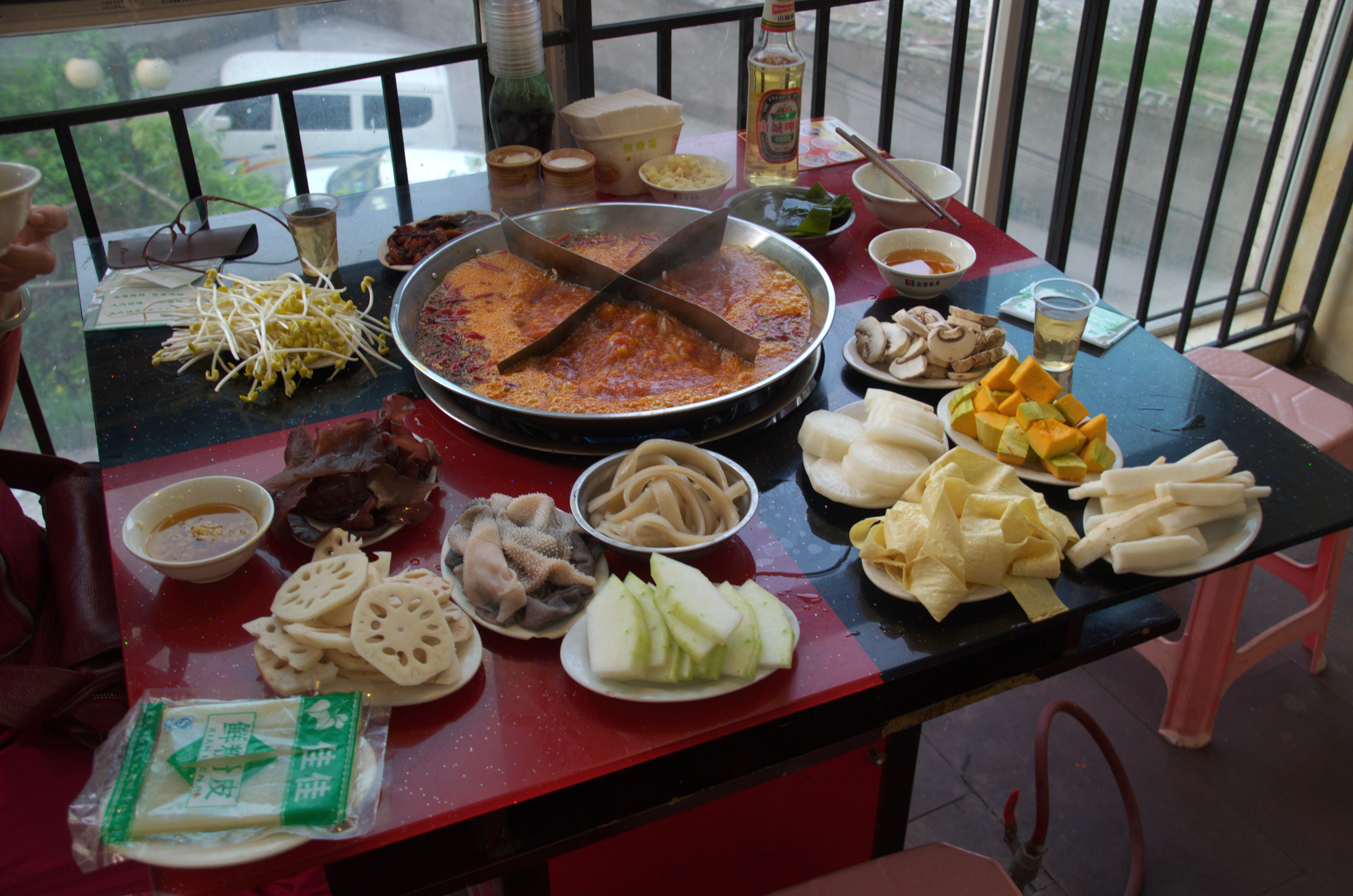
Véritable fondue du Sichuan de Chongqing, à Chongqing même.
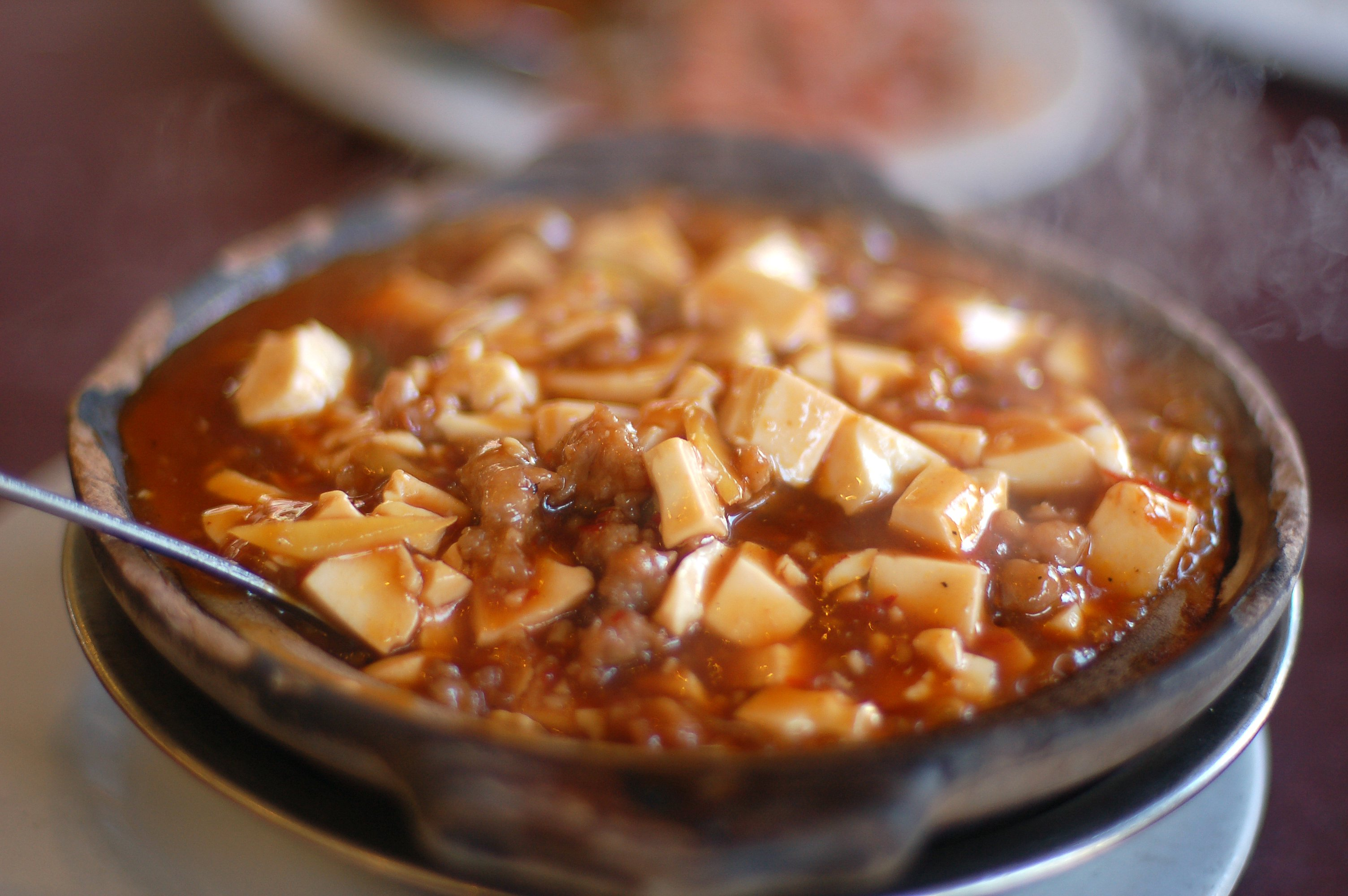
Mapo doufu (麻婆豆腐, màpó dòufǔ).
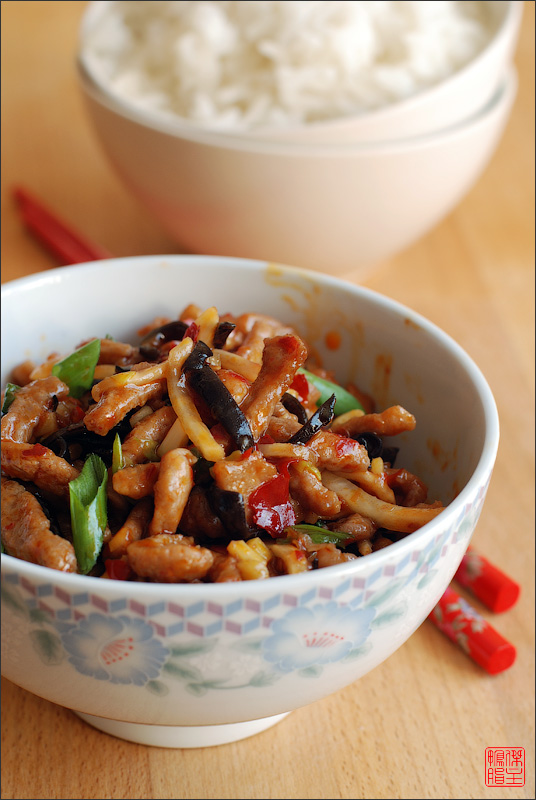
Viande au parfum de poisson (鱼香肉丝, yú xiāng ròusī).
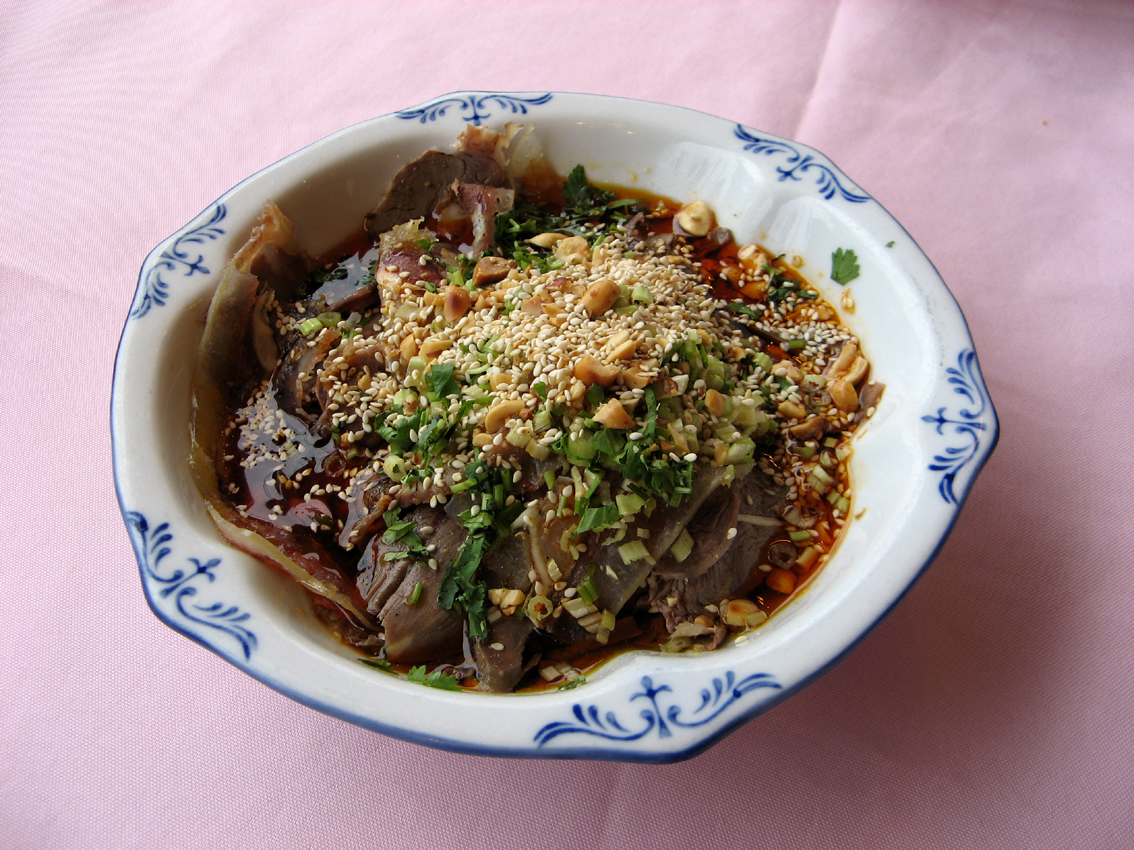
Ragoût d’abats (夫妻肺片, fūqī fèi piàn).
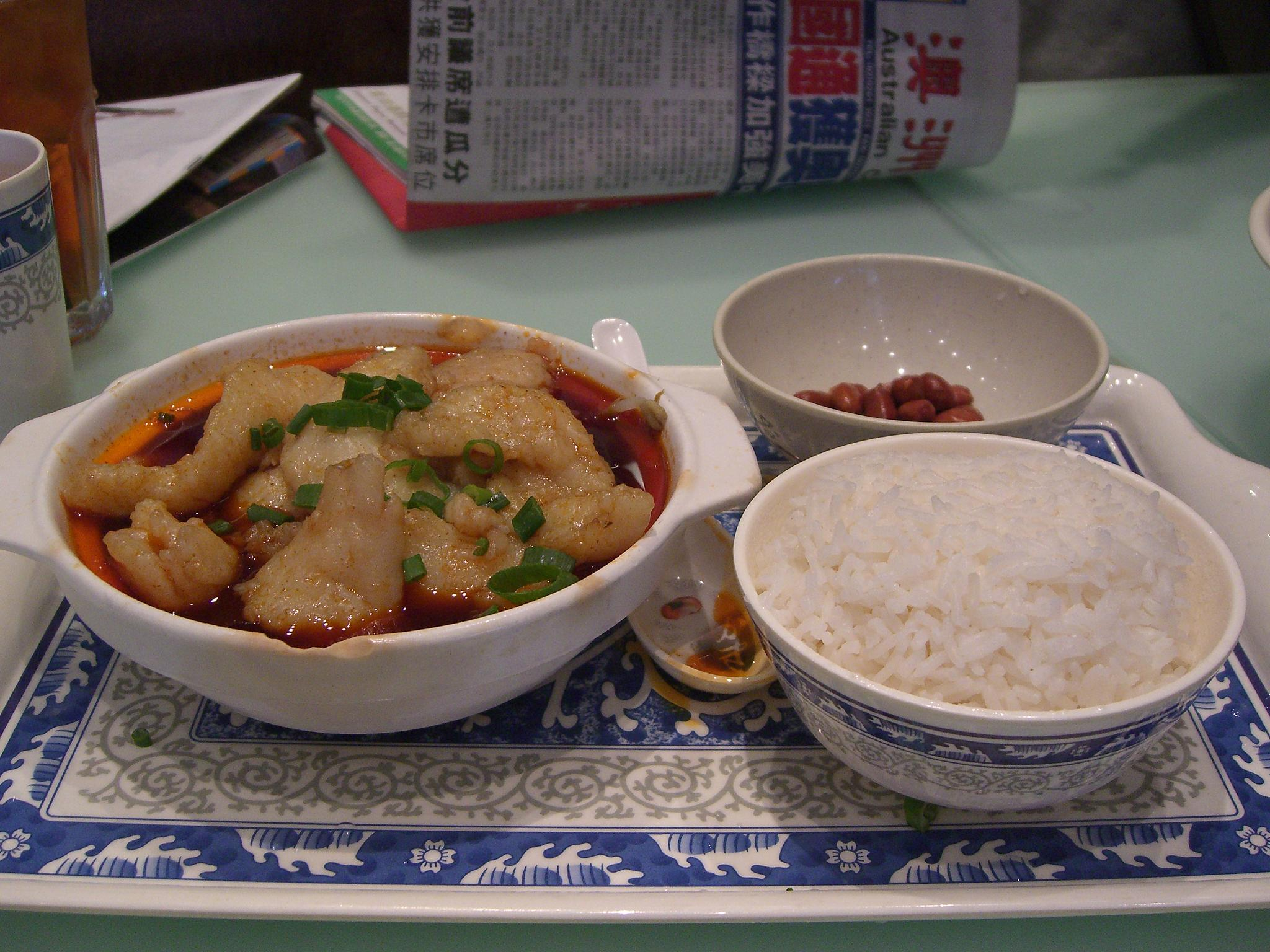
Poisson cuit au court-bouillon et à la sauce piquante (水煮鱼, shuǐzhǔ yù).